# Buchnera paucidentata
Buchnera paucidentata är en snyltrotsväxtart som beskrevs av Adolf Engler och Sidney Alfred Skan. Buchnera paucidentata ingår i släktet Buchnera och familjen snyltrotsväxter. Inga underarter finns listade i Catalogue of Life.